# Mini Motorways
Mini Motorways — компьютерная игра в жанре головоломка, выпущена новозеландской студией Dinosaur Polo Club. Задача игрока — создание дорог, соединяющих дома и здания разных цветов.
Игра была выпущена на Apple Arcade в сентябре 2019 года и в магазине Steam в июле 2021 и на Nintendo Switch в 11 мая 2022.

## Игровой процесс
Игровой процесс напоминает выпущенную ранее этой же студией игру Mini Metro, за исключением того, что в Mini Motorways необходимо прокладывать автомагистрали вместо железнодорожных путей. На карте периодически появляются дома разных цветов (в которых находятся автомобили) и здания тех же цветов (куда автомобилям необходимо приехать, чтобы получить груз и вернуться домой). Автомобили въезжают только в здания соответствующие цвету их дома. Задача игрока — нарисовать дороги между всеми объектами. Помимо дорог в игре можно использовать дополнительные блоки, такие как кольцо, светофор, мост и шоссе. Использование дополнительных блоков ускоряет движение автомобилей по дорогам и предотвращает образование заторов, однако дополнительные блоки, как и новые клетки основной дороги ограничены и выдаются раз в некоторое время — игровая неделя. Игра может быть бесконечной, но если в каком из зданий накопится большое количество грузов отмеченных «пинами» то будет засчитан проигрыш.

## Разработка и выпуск
Mini Motorways является второй игрой новозеландской инди-студии Dinosaur Polo Club после Mini Metro. Как и в случае с Mini Metro, за звуковой дизайн отвечал композитор Ричард «Disasterpeace» Вриленд.
Впервые игра была представлена 17 сентября 2017 года в качестве стартового эксклюзива подписочного сервиса Apple Arcade, в тот же день она стала доступна для участников бета-теста iOS 13. Официальный выпуск сервиса и игры пришёлся на 19 сентября 2017 года. Разработчики сразу объявили о планах выпустить игру так же и на персональном компьютере в 2020 году, однако на мобильных платформах она является эксклюзивом iOS, и, таким образом, не может выйти на Android.
Выпуск игры на ПК в дальнейшем откладывался, и в конечном итоге игра вышла 20 июля 2021 года в магазине Steam для платформ Microsoft Windows и macOS. Разработчики так же объявили о работе над версией для Nintendo Switch, выпуск которой назначен на первый квартал 2022 года.

## Критика
Игра получила в основном положительные отзывы критиков, средний балл ПК-версии Mini Motorways на агрегаторе рецензий Metacritic составляет 83 из 100 на основе 10 рецензий.
Выпуск игры в Steam принёс игре коммерческий успех; в первую неделю после выпуска игра попала на первое место в чарте самых продаваемых игр на этой платформе.